# In Utero
In Utero er Nirvanas 4. album. Det indeholder bl.a stor-hittene Heart Shaped Box og All Apologies. Albummet blev udsendt i 1993.

## Numre
Alle sange af Kurt Cobain, med mindre andet er angivet.
1. Serve the Servants – 3:34
2. Scentless Apprentice (Cobain/Grohl/Novoselic) – 3:47
3. Heart-Shaped Box – 4:39
4. Rape Me – 2:49
5. Frances Farmer Will Have Her Revenge On Seattle – 4:07
6. Dumb – 2:29
7. Very Ape – 1:55
8. Milk It – 3:52
9. Pennyroyal Tea – 3:36
10. Radio Friendly Unit Shifter – 4:49
11. tourette's – 1:33
12. All Apologies – 3:50

### Bonus Track
1. Gallons Of Rubbing Alcohol Flow Through The Strip (Cobain/Grohl/Novoselic) – 7:33 (findes på europæiske og australske versioner samt versioner fra andre områder uden for USA).